# Lashana Lynch
Lashana Lynch (sinh ngày 27 tháng 11 năm 1987) là nữ diễn viên người Anh Quốc. Cô từng vào vai chính trong sê-ri chính kịch Still Star-Crossed (đài ABC), Maria Rambeau trong các phim của Vũ trụ Điện ảnh Marvel (MCU) Captain Marvel (2019) và Doctor Strange in the Multiverse of Madness (2022) và điệp viên MI6 Nomi trong bộ phim về James Bond No Time to Die (2021).

## Danh sách phim

### Điện ảnh
| Năm  | Phim                                         | Vai diễn                       | Ghi chú |
| ---- | -------------------------------------------- | ------------------------------ | ------- |
| 2012 | Fast Girls                                   | Belle Newman                   |         |
| 2013 | Powder Room                                  | Laura                          |         |
| 2016 | Brotherhood                                  | Ashanti                        |         |
| 2019 | Đại uý Marvel                                | Maria Rambeau                  |         |
| 2020 | The Intergalactic Adventures of Max Cloud    | Shee                           |         |
| 2021 | Không phải lúc chết                          | Nomi                           |         |
| 2021 | Ear for Eye                                  | US Female                      |         |
| 2022 | Phù thủy tối thượng trong Đa Vũ trụ hỗn loạn | Maria Rambeau / Captain Marvel |         |
| 2022 | Nữ vương huyền thoại                         | Izogie                         |         |
| 2022 | Matilda the Musical                          | Miss Honey                     | Filming |
| 2023 | Biệt đội Marvel                              | Maria Rambeau / Binary         |         |
| 2024 | Bob Marley: Một tình yêu                     | Rita Marley                    |         |

### Truyền hình
| Năm       | Tiêu đề            | Vai diễn         | Ghi chú                                                  |
| --------- | ------------------ | ---------------- | -------------------------------------------------------- |
| 2007      | The Bill           | Precious Miller  | Episode: "Man Down"                                      |
| 2013      | Silent Witness     | Shona Benson     | Episodes: "Trust: Part 1", "Trust: Part 2"               |
| 2014      | The 7.39           | Kerry Wright     | Television film                                          |
| 2014      | Atlantis           | Areto            | Episode: "Telemon"                                       |
| 2015      | Death in Paradise  | Jasmine Laymon   | Episode: "The Perfect Murder"                            |
| 2015      | Crims              | Gemma            | 5 episodes                                               |
| 2016      | Doctors            | Leah Gattis      | Episodes: "Nighthawks: Part One", "Nighthawks: Part Two" |
| 2017      | Still Star-Crossed | Rosaline Capulet | 7 episodes                                               |
| 2018–2021 | Bulletproof        | Arjana Pike      | 6 episodes                                               |